# 862

## Събития
- Създаване на първата руска държава